# Donez (Isjum)
Donez (ukrainisch Донець, russisch Донец) ist eine Siedlung städtischen Typs im Zentrum der ukrainischen Oblast Charkiw mit etwa 9000 Einwohnern (2024).

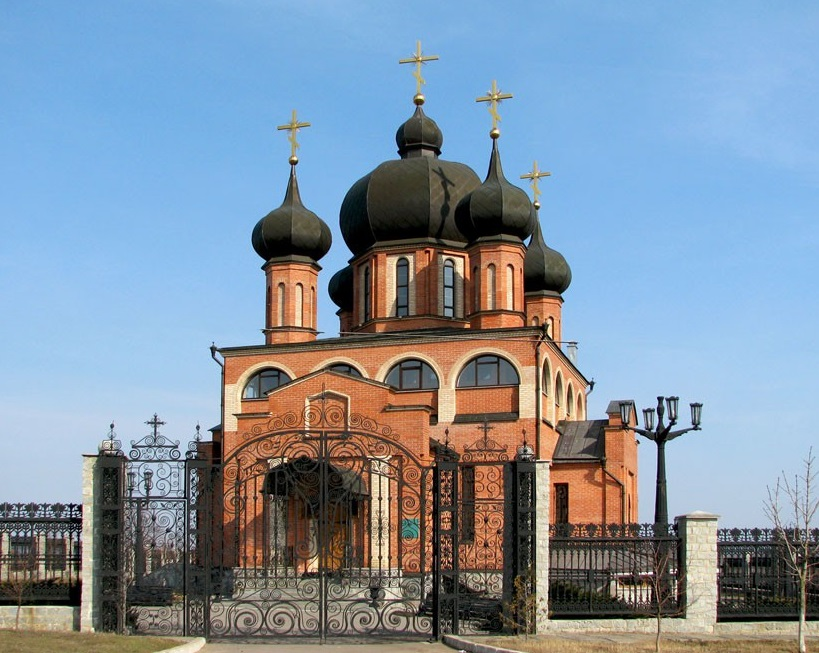
Kirche im Ort

Der Ort wurde 1924 gegründet und erhielt 1959 den Status einer Siedlung städtischen Typs. Bis zum 12. Mai 2016 trug der Ort den Namen Tscherwonyj Donez (ukrainisch Червоний Донець, „roter Donez“) und wurde dann im Zuge der ukrainischen Dekommunisierung umbenannt.
Die Ortschaft liegt am Ufer des Siwerskyj Donez gegenüber von Andrijiwka und befindet sich etwa 70 km südlich vom Oblastzentrum Charkiw sowie 30 km westlich vom ehemaligen Rajonzentrum Balaklija.

## Verwaltungsgliederung
Am 12. Juni 2020 wurde die Siedlung zum Zentrum der neugegründeten Siedlungsgemeinde Donez (Донецька селищна громада/Donezka selyschtschna hromada). Zu dieser zählen auch die Siedlung städtischen Typs Andrijiwka sowie 10 in der untenstehenden Tabelle aufgelisteten Dörfer sowie die Ansiedlungen Pokrowske und Pjatyhirske, bis dahin bildete sie zusammen mit den Dörfern Dalnja Schebelynka (Дальня Шебелинка), Kopanka (Копанка), Prohres (Прогрес) und Tscherwona Hirka (Червона Гірка) die gleichnamige Siedlungsratsgemeinde Donez (Донецька селищна рада/Donezka selyschtschna rada) im Nordwesten des Rajons Balaklija.
Am 17. Juli 2020 kam es im Zuge einer großen Rajonsreform zum Anschluss des Rajonsgebietes an den Rajon Isjum.
Folgende Orte sind neben dem Hauptort Donez Teil der Gemeinde:
| Name                     | Name             | Name                                     |
| ukrainisch transkribiert | ukrainisch       | russisch                                 |
| ------------------------ | ---------------- | ---------------------------------------- |
| Andrijiwka               | Андріївка        | Андреевка (Andrejewka)                   |
| Dalnja Schebelynka       | Дальня Шебелинка | Дальняя Шебелинка (Dalnjaja Schebelinka) |
| Hlasuniwka               | Глазунівка       | Глазуновка (Glasunowka)                  |
| Jariwske                 | Явірське         | Яворское (Jaworskoje)                    |
| Kopanka                  | Копанка          | Копанка                                  |
| Pjatyhirske              | П'ятигірське     | Пятигорское (Pjatigorskoje)              |
| Pokrowske                | Покровське       | Покровское (Pokrowskoje)                 |
| Pryschyb                 | Пришиб           | Пришиб (Prischib)                        |
| Prohres                  | Прогрес          | Прогресс (Progress)                      |
| Schebelynka              | Шебелинка        | Шебелинка (Schebelinka)                  |
| Serafymiwka              | Серафимівка      | Серафимовка (Serafimowka)                |
| Tscherwona Hirka         | Червона Гірка    | Червоная Горка (Tscherwonaja Gorka)      |

## Söhne und Töchter der Siedlung
- Olga Sljussarewa (* 1969), russische Radrennfahrerin und Olympiasiegerin